# Сумський провулок (Київ)
Су́мськи́й провулок — зниклий провулок Києва, існував у Московському районі Києва, місцевість Голосіїв. Пролягав від Сумської до Смольної вулиці.

## Історія
Виник в середині ХХ століття під назвою Нова вулиця. Назву Сумський (на честь міста Суми) провулок набув 1955 року. 
Ліквідований у зв'язку із переплануванням місцевості 1977 року. 